# Aliabad-e Awwal
Aliabad-e Awwal (perski: علي اباداول) – wieś w Iranie, w ostanie Kermanszah. W 2006 roku liczyła 284 mieszkańców w 69 rodzinach.